# Карачун (персонаж)
Карачу́н, Корочу́н — в славянской мифологии злой дух, сокращающий жизнь и олицетворяющий смерть в раннем возрасте, а также по мнению ряда исследователей божество нижнего мира, являющееся повелителем морозов, холода и мрака.

## Происхождение
В карпато-балканском этнолингвистическом ареале слово «Карачун» обозначало рождественский календарный цикл и его обрядовые реалии. В Новгородской I летописи слова «до Корочюна» объясняются на полях словами «до Рождества Христова»: 

«Въ лѣто 6651 (1143). Стояше вся осенина дъждева, от Госпожина дни до Корочюна, тепло, дъжгь; и бы вода велика вельми въ Волхове и всюде…».
По гипотезе астронома Д. О. Святского, в Древней Руси словом «Корочюн» называли день зимнего солнцестояния. По мнению Вяч. Вс. Иванова и В. Н. Топорова, в славянской мифологии Карачуном назывался зимний солнцеворот и связанный с ним праздник.
Литературовед Р. Г. Назиров утверждает, что «имя „Кащей“ появляется в русских сказках только с XVIII в., до этого соответствующий персонаж назывался Карачун». При этом он ссылается на авантюрно-рыцарскую повесть М. И. Попова «Славенские древности, или Приключения славенских князей» (1770). Однако, по мнению фольклориста Е. А. Костюхина, Карачун — не персонаж волшебной сказки, а плод авторского вымысла Михаила Попова, который разошёлся по учебникам по русскому фольклору.
Филолог Н. Ф. Сумцов обратил внимание на колядку, согласно которой все святые собрались в хате, не было только Рождества. Господь посылает за ним апостола Петра, но тот встречает по дороге «чудо чудное, огнём страшное» и возвращается. Господь объясняет ему, что это и было Рождество. Сумцов высказывает догадку, что «под „чудом чудным“ колядки скрывается древнее языческое божество, в других случаях скрывающееся под словом Крачун, Керечун, Карачун», причём само слово румынского происхождения.
В Молдавии для обозначения праздника Рождества используется термин «Крачун» (рум. и молд. Crӑciun, Крэчун). По догадке Ю. В. Поповича, в древности у молдаван Карачун считался божеством, способным вызвать плодородие и урожай в новом году: 

«„Карачун“ олицетворял в себе не божество зимы и смерти, как это представлялось сторонниками мифологической школы, а „божество“, способное вызвать плодородие и урожай земли в предстоящем солнечном году».

## Образ в искусстве

### Изобразительное искусство
- Картина Виктора Королькова «Карачун» (1995)[18].

### Кинематограф
- В художественном фильме «Дед Мороз. Битва Магов» (2016) Карачун — старший из восьми братьев (Деда Мороза, Санта-Клауса и других) представлен в образе злого колдуна, выпущенного на свободу из многовекового заточения и вознамерившегося уничтожить Землю. (Роль Карачуна исполняет Алексей Кравченко)[19].